# Il meglio di Licia e i Bee Hive
Il meglio di Licia e i Bee Hive è una raccolta di Cristina D'Avena con i Bee Hive pubblicata nel 1991 dall'etichetta discografica Five Record.

## Il disco
Il disco è una raccolta di brani selezionati dalle varie colonne sonore delle serie televisive di Licia, incise da Cristina D'Avena e i Bee Hive.

## Tracce
1. Cosa c'è baby?
2. Scende la sera
3. Balliamo e cantiamo con Licia
4. Love You Are My Love
5. Se penso a te
6. Città città
7. Con la primavera nel cuore
8. Noi, insieme noi
9. Love I Need You, Love I Want You
10. Mio dolce amore
11. Tante piccole cose fanno grande l'amore
12. La poesia sei tu
13. Semplice semplice
14. Verità

## Formazione
- Cristina D'Avena – voce (tracce 3, 5, 7-8, 12)
- Vincenzo Draghi – voce (tracce 1-2, 4-14), cori, cori aggiuntivi (traccia 3)
- Carmelo Carucci – tastiera, pianoforte (tracce 1, 3, 5-8, 10)
- Piero Cairo – programmazione synth
- Giorgio Cocilovo – chitarre
- Paolo Donnarumma – basso
- Flaviano Cuffari – batteria
- Claudio Pascoli – sax (tracce 2, 9-10, 12, 14), armonica (traccia 11)
- i Piccoli Cantori di Milano – cori (traccia 3)
- Niny Comolli, Laura Marcora – direzione cori (traccia 3)
- Moreno Ferrara – cori, cori aggiuntivi (traccia 3)
- Ricky Belloni – cori, cori aggiuntivi (traccia 3)
- Silvio Pozzoli – cori, cori aggiuntivi (traccia 3)